# Mariam Bolkvadze
Mariam Bolkvadze (1 januari 1998) is een tennisspeelster uit Georgië. Zij begon op negenjarige leeftijd met het spelen van tennis.

## Loopbaan
Voor Georgië komt ze sinds 2015 uit op de Fed Cup. In de periode 2015–2020 behaalde zij daar een winst/verlies-balans van 6–5.
In 2016 bereikte zij de finale in het meisjesdubbelspel op Wimbledon, samen met de Amerikaanse Caty McNally.
In 2019 plaatste zij zich via het kwalificatietoernooi voor het US Open, waarmee zij haar eerste grandslampartij speelde.

## Posities op deWTA-ranglijst
Positie per einde seizoen:
| jaar | rang enkelspel | rang dubbelspel |
| ---- | -------------- | --------------- |
| 2013 | 1203           | 1236            |
| 2014 | 696            | 952             |
| 2015 | 576            | 727             |
| 2016 | 449            | 546             |
| 2017 | 545            | 630             |
| 2018 | 369            | 487             |
| 2019 | 156            | 446             |
| 2020 | 194            | 428             |
| 2021 | 177            | 255             |

## Resultaten grandslamtoernooien
| Legenda | Legenda                          |
| ------- | -------------------------------- |
| g.t.    | geen toernooi gehouden           |
| l.c.    | lagere categorie                 |
| –       | niet deelgenomen                 |
| G       | uitgeschakeld in de groepsfase   |
| 1R      | uitgeschakeld in de eerste ronde |
| 2R      | uitgeschakeld in de tweede ronde |
| 3R      | uitgeschakeld in de derde ronde  |
| 4R      | uitgeschakeld in de vierde ronde |
| KF      | uitgeschakeld in de kwartfinale  |
| HF      | uitgeschakeld in de halve finale |
| F       | de finale verloren               |
| W       | het toernooi gewonnen            |
| w-v     | winst/verlies-balans             |

### Enkelspel
| toernooi        | 2019 |
| --------------- | ---- |
| Australian Open | –    |
| Roland Garros   | –    |
| Wimbledon       | –    |
| US Open         | 2R   |